# Катина (филм)
„Катина“ е български игрален филм (драма) от 1976 година на режисьора Януш Вазов, по сценарий на Цилия Лачева. Оператор е Цветан Чобански. Музиката във филма е композирана от Кирил Цибулка.

## Актьорски състав
- Катя Паскалева – Катина
- Невена Мандаджиева – Люта
- Радка Ялъмова – Ваня
- Пепа Николова – Веселата
- Анета Петровска – Мълчаливата
- Димитър Хаджийски
- Димитър Игнатов – Борис
- Лъчезар Стоянов
- Иван Несторов
- Катя Динева
- Иван Манов
- Марин Младенов
- Иван Балсамаджиев